# Алтайський осман малий
Алтайський осман малий (Oreoleuciscus humilis) — вид коропових з роду Oreoleuciscus. Мешкає в Монголії та Росії. Його загальна довжина становить 14,0 сантиметрів, максимальна довжина — 20,0 сантиметрів, максимальна опублікована вага — 25,0 грамів, а максимальний зареєстрований вік — 15 років.